# Джал (Нью-Мексико)
Джал (англ. Jal) — місто (англ. city) в США, в окрузі Леа штату Нью-Мексико. Населення — 2202 особи (2020).

## Географія
Джал розташований за координатами 32°6′56″ пн. ш. 103°11′21″ зх. д. / 32.11556° пн. ш. 103.18917° зх. д. (32.115498, -103.189219).  За даними Бюро перепису населення США в 2010 році місто мало площу 11,88 км², уся площа — суходіл. В 2017 році площа становила 12,49 км², уся площа — суходіл.

### Клімат
| Клімат : Джал                                | Клімат : Джал | Клімат : Джал | Клімат : Джал | Клімат : Джал | Клімат : Джал | Клімат : Джал | Клімат : Джал | Клімат : Джал | Клімат : Джал | Клімат : Джал | Клімат : Джал | Клімат : Джал | Клімат : Джал |
| Показник                                     | Січ.          | Лют.          | Бер.          | Квіт.         | Трав.         | Черв.         | Лип.          | Серп.         | Вер.          | Жовт.         | Лист.         | Груд.         | Рік           |
| Абсолютний максимум, °C                      | 29,4          | 31,7          | 36,7          | 38,9          | 41,7          | 45,6          | 44,4          | 43,3          | 42,2          | 37,8          | 31,7          | 28,9          | 45,6          |
| Середній максимум, °C                        | 15,5          | 18,4          | 22,7          | 27,7          | 31,7          | 35,3          | 35,7          | 35,0          | 31,6          | 26,8          | 20,3          | 16,1          | 26,4          |
| Середній мінімум, °C                         | −2,3          | 0,2           | 3,8           | 8,7           | 13,8          | 18,5          | 20,0          | 19,3          | 15,7          | 9,4           | 2,6           | −1,6          | 9,0           |
| Абсолютний мінімум, °C                       | −23,9         | −22,2         | −12,2         | −6,7          | −2,2          | 4,4           | 10,0          | 10,0          | 2,8           | −6,7          | −13,3         | −17,8         | −23,9         |
| Норма опадів, мм                             | 10            | 12            | 11            | 16            | 36            | 33            | 46            | 45            | 53            | 33            | 12            | 12            | 320           |
| -------------------------------------------- | ------------- | ------------- | ------------- | ------------- | ------------- | ------------- | ------------- | ------------- | ------------- | ------------- | ------------- | ------------- | ------------- |
| Джерело: The Western Regional Climate Center |               |               |               |               |               |               |               |               |               |               |               |               |               |

## Демографія
Згідно з переписом 2010 року, у місті мешкало 2047 осіб у 788 домогосподарствах у складі 587 родин. Густота населення становила 172 особи/км².  Було 1009 помешкань (85/км²).
Расовий склад населення:
| - 84,8 % — білих - 0,8 % — чорних або афроамериканців - 0,7 % — корінних американців - 0,1 % — азіатів - 11,8 % — осіб інших рас |

До двох чи більше рас належало 1,7 %. Частка іспаномовних становила 48,1 % від усіх жителів.
За віковим діапазоном населення розподілялося таким чином: 26,0 % — особи молодші 18 років, 57,1 % — особи у віці 18—64 років, 16,9 % — особи у віці 65 років та старші. Медіана віку мешканця становила 38,2 року. На 100 осіб жіночої статі у місті припадало 99,5 чоловіків;  на 100 жінок у віці від 18 років та старших — 97,1 чоловіків також старших 18 років.
Середній дохід на одне домашнє господарство  становив 66 772 долари США (медіана — 51 667), а середній дохід на одну сім'ю — 74 008 доларів (медіана — 59 643). Медіана доходів становила 61 500 доларів для чоловіків та 27 647 доларів для жінок. За межею бідності перебувало 6,6 % осіб, у тому числі 3,6 % дітей у віці до 18 років та 7,8 % осіб у віці 65 років та старших.
Цивільне працевлаштоване населення становило 943 особи. Основні галузі зайнятості: транспорт — 21,6 %, освіта, охорона здоров'я та соціальна допомога — 17,4 %, сільське господарство, лісництво, риболовля — 16,8 %.